# Retábulo dos Sete Sacramentos
O Retábulo dos Sete Sacramentos é um tríptico fixo datado de 1445-1450, do pintor flamengo Rogier van der Weyden e sua oficina. Foi pintado, provavelmente, para uma igreja em Poligny, e encontra-se no Museu Real de Belas Artes de Antuérpia. A pintura retrata os sete sacramentos da Igreja Católica Romana. No painel da esquerda, observa-se o baptismo, confirmação e eucaristia; e, no da direita, a ordenação de um sacerdote, o casamento e os últimos ritos. O painel central é dominado por um crucifixo em primeiro plano, com o sacramento da Eucaristia no plano de fundo. Por cima de cada sacramento estão anjos com listas, com roupas da mesma cor dos sacramentos, desde o branco para o baptismo, a preto para os últimos ritos. Os painéis laterais também têm incluído os contratantes do retábulo, e  pinturas de cabeças acrescentadas antes de  o retábulo ter sido finalizado. Nas enjuntas da moldura interior, pode ver-se um brasão, provavelmente dos contratantes da pintura. O painel central será da autoria de van der Weyden, enquanto os laterais também incluem os seus assistentes. O painel central tem um dimensão de 204 cm x 99 cm, e os laterais de 122,8 cm x 65,7 cm.